# Audacht Morainn
Audacht Morainn [ AFI: ['auðaxt 'moriNʴ] AFI: ['auðaxt 'moriNʴ]  ] ("Legado / Testamento de Morann") é uma coleção de doutrinas no idioma irlandês antigo que, segundo comparações estilísticas, acredita-se ter sido no 7º ou 8º  século. Dizem que eles foram escritos pelo lendário juiz Morann para instruir seu filho adotivo, o rei irlandês Feradach Find Fechtnach. Segundo a lenda, Morann usava um colar (id, SIN) em volta do pescoço, que sempre contraiu quando ele queria fazer um julgamento injusto. Em outra versão, o acusado usava o colarinho, que então decidiu se ele era culpado ou inocente. O ponto principal de Audacht Morainn é o flathemon, a "justiça do governante".
A métrica (verso) das numerosas frases é uma prosa ritmicamente variável com o uso de aliteração. Uma seleção:
Ele deve sustentar a verdade, isso o sustentará.
Ele deve proteger a verdade, isso o protegerá:
O verdadeiro governante tira de ninguém, ninguém tira dele.
O governante falso ataca, é espancado, ferido, é ferido, esmagado, esmagado.
Todo governante que não governar com verdadeira justiça morrerá, morrerá, renunciará, renunciará; o que ele constrói, ele destrói.

## Fir flathemon
A justiça do governante foi uma das tarefas mais importantes do rei, porque garantiu a prosperidade e a felicidade de seu império. A injustiça ( gáu flathemon ) foi a causa de todo o infortúnio do rei e de seus súditos; o rei poderia ser deposto por isso e possivelmente até punido com a morte. Esse gáu flathemon foi nomeado nos antigos textos legais irlandeses com o termo grosseiro cacc para enech ("merda no rosto / sua honra").
Regras semelhantes são conhecidas da Índia ( ṛta, dharma ), Grécia ( dikē ) e Egito ( maat ).

## Literatura
- Helmut Birkhan: Kelten. Versuch einer Gesamtdarstellung ihrer Kultur. Verlag der Österreichischen Akademie der Wissenschaften, Wien 1997, ISBN 3-7001-2609-3.
- Bernhard Maier: Lexikon der keltischen Religion und Kultur (= Kröners Taschenausgabe. Band 466). Kröner, Stuttgart 1994, ISBN 3-520-46601-5.
- Wolfgang Meid: Die Kelten. Reclams Universal-Bibliothek, Stuttgart 2007, ISBN 978-3-15-017053-3.